# Jack Cock
John Gilbert Cock, plus connu sous le nom de Jack Cock (né le 14 novembre 1893 à Hayle dans les Cornouailles et mort le 19 avril 1966 à Kensington, quartier de Londres) est un joueur de football international anglais qui évoluait au poste d'attaquant, avant de devenir ensuite entraîneur.
Ses frères, Donald et Herbert, étaient également footballeurs.

## Biographie

### Carrière de joueur

#### Carrière en club
Jack Cock joue en première division anglaise avec les clubs de Chelsea et Everton.

#### Carrière en sélection
Il est le premier cornouan (habitant des Cornouailles) à devenir international anglais.
Il reçoit sa première sélection en équipe d'Angleterre le 25 octobre 1919, contre l'Irlande du Nord. Il inscrit un but lors de cette rencontre, pour un match nul 1-1 à Belfast. Il joue son second match le 10 avril 1920, contre l'Écosse. Il marque un nouveau but lors de cette rencontre, avec pour résultat une victoire 5-4 à Sheffield.

### Vie personnelle
Il est détenteur de la décoration de la Médaille militaire, reçue après sa bravoure au feu lors de la Première Guerre mondiale (il combattait sous le grade de sergent-major).
Doté d'un physique avantageux et d'une voix de ténor, Cock est apparu sur des scènes de music-hall à de nombreuses reprises. Peu avant les matchs, il était connu pour chanter avant d'entrer sur le terrain.
Il a également participé participé à quelques films au cinéma, comme The Winning Goal (en 1920) ou encore The Great Game (en 1930).
Après sa carrière, il tient un pub à New Cross dans le sud-ouest de la capitale.

## Palmarès
| Plymouth Argyle - Championnat d'Angleterre D3 : - Vice-champion : 1925-26 (Sud) et 1926-27 (Sud). - Meilleur buteur : 1925-26 (32 buts). |  | Millwall - Championnat d'Angleterre D3 (1) : - Champion : 1927-28 (Sud). |